# Choshi
Chōshi (japanska 銚子市; Chōshi-shi) är en stad i den japanska prefekturen Chiba på den östra delen av ön Honshu. Den har cirka 70 000 invånare. Staden är belägen vid Toneflodens mynning vid Stilla havet. Chōshi fick stadsrättigheter den 11 februari 1933.